# Donorregister
Het Nederlandse donorregister (uitspraakⓘ) is een register met de bedoeling om de keuze van Nederlanders vast te leggen over eventuele orgaandonatie.
De Wet op de orgaandonatie (Wod) bepaalt dat iedereen van 12 jaar of ouder die is ingeschreven bij een Nederlandse gemeente, zijn of haar keuze over orgaandonatie kan registeren, alleen wilsonbekwamen mogen dit niet.
Eigenaar van dit register is het CIBG van het ministerie van Volksgezondheid, Welzijn en Sport. Registratie kan op papier met een donorformulier of digitaal met behulp van identificatie per DigiD.
De Nederlandse Transplantatie Stichting (NTS) treedt als tussenpersoon op als een arts het donorregister wil raadplegen.

## Nieuwe donorwet 2020
Per 1 september 2020 is de nieuwe donorwet van kracht geworden. Deze wet bepaalt dat wanneer iemand zich niet aanmeldt en een keuze doorgeeft aan het donorregister, automatisch als donor geregistreerd staat. Eerder was 1 juli 2020 bepaald als datum dat de nieuwe donorwet van kracht zou gaan, maar door de coronapandemie werd deze datum verplaatst naar 1 september 2020.